# Jakoruda (gmina)
Jakoruda (bułg. Община Якоруда)  − gmina w południowo-zachodniej Bułgarii, w obwodzie Błagojewgrad.

## Miejscowości
Miejscowości wchodzące w skład gminy Jakoruda:
- Awramowo (bułg.: Aврамово),
- Beł kamen (bułg.: Бел камен),
- Buncewo (bułg.: Бунцево),
- Czerna Mesta (bułg.: Черна Места),
- Jurukowo (bułg.: Юруково),
- Jakoruda (bułg.: Якоруда) – siedziba gminy,
- Konarsko (bułg.: Конарско),
- Smolewo (bułg.: Смолево).